# Instytut Teologiczny w Koszalinie
Wyższy Instytut Wiedzy Religijnej w Koszalinie (WIWR) – został powołany do istnienia 7 marca 1987 przez późniejszego kardynała Ignacego Jeża. Jednostka naukowa powstała dla potrzeb wiernych diecezji koszalińsko-kołobrzeskiej.
Inauguracja kursu wstępnego miała miejsce przy parafii pw. św. Wojciecha w Koszalinie. Pierwszym rektorem został ksiądz dr hab. Jan Turkiel. Filia WIWR-u powstała w Słupsku. Instytut podlegał pod Papieski Wydział Teologiczny w Poznaniu, podobnie jak koszalińskie Seminarium. Studenci kończąc naukę uzyskiwali stopień magistra teologii. W 2000 WIWR został przekształcony w Instytut Teologiczny, nadal podlegający WT UAM. Następnie podjęto decyzję o umieszczeniu Instytutu Teologicznego w strukturach Wydziału Teologicznego Uniwersytetu Szczecińskiego. Obecnie najmłodsze roczniki studentów kształcą się w ramach Papieskiego Wydziału Teologicznego w Warszawie.
- Rektorzy WIWR:

| Rektorzy – okresy urzędowania w WIWR Koszalin | Rektorzy – okresy urzędowania w WIWR Koszalin      | Rektorzy – okresy urzędowania w WIWR Koszalin |
| --------------------------------------------- | -------------------------------------------------- | --------------------------------------------- |
| Jan Turkiel                                   | 1987–1992                                          |                                               |
| Antoni Kloska                                 | 1992–1999                                          |                                               |
| Jerzy Chęciński                               | 1999–2000 (przekształcenie w Instytut Teologiczny) |                                               |